# Tibetochrysa
Tibetochrysa is een geslacht van insecten uit de familie van de gaasvliegen (Chrysopidae), die tot de orde netvleugeligen (Neuroptera) behoort.

## Soort
- T. sinica C.-k. Yang et al in Huang et al., 1988